# Hoplitis significans
Hoplitis significans là một loài Hymenoptera trong họ Megachilidae. Loài này được Tkalcu mô tả khoa học năm 1995.